# Santuario di Santa Maria delle Grazie (Vidor)

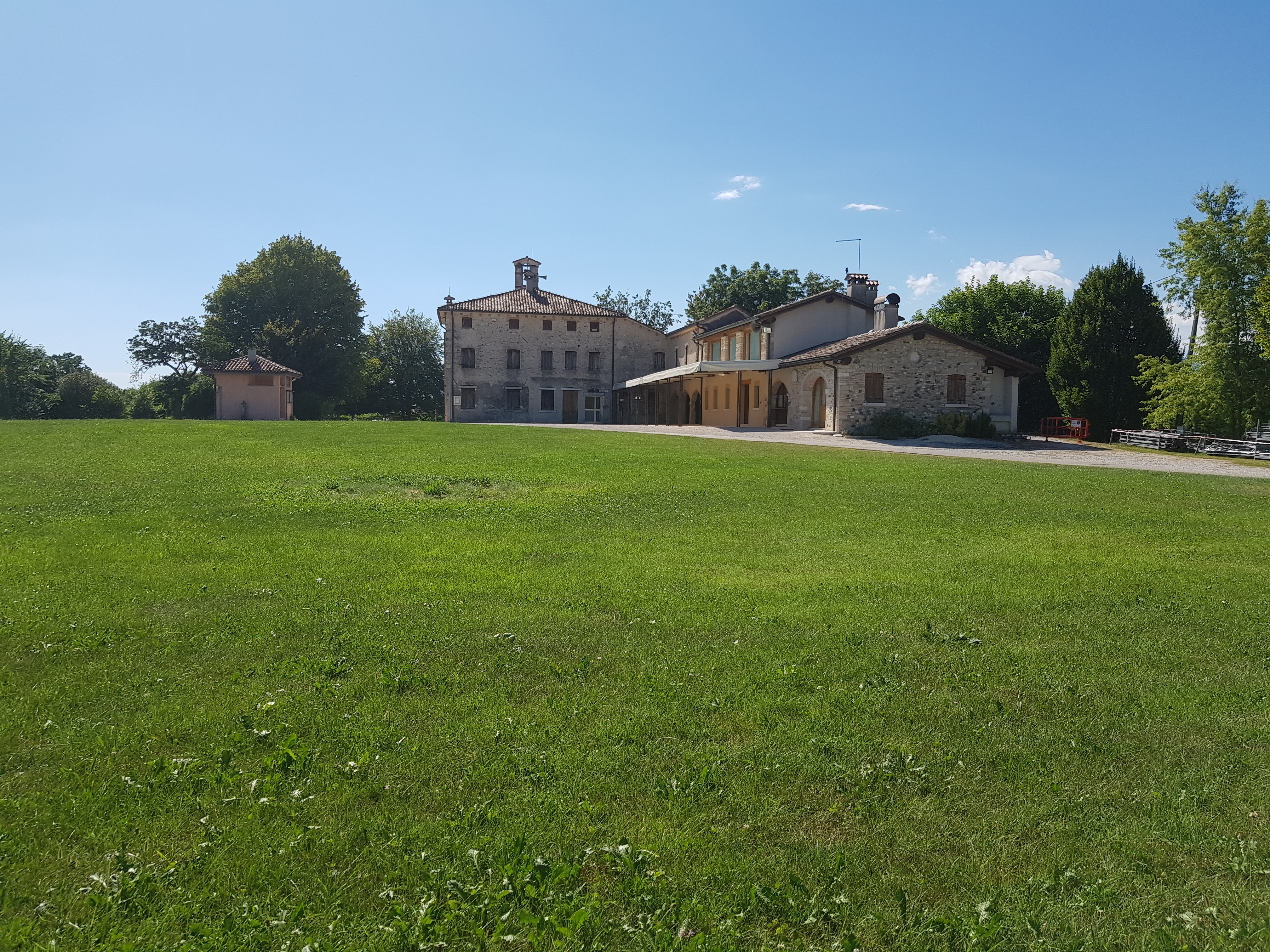
Veduta dell'area del Santuario

Il Santuario di Santa Maria delle Grazie (detto anche della Madonna delle Grazie) è un luogo di culto cattolico di Colbertaldo, frazione di Vidor, in provincia di Treviso e diocesi di Vittorio Veneto; appartiene alla parrocchia di Colbertaldo e fa parte dell'unità pastorale "Le Grazie" di Vidor e della forania del Quartier del Piave.

## Storia
I Servi di Maria, fuggiti dalla devastante peste nera che decimava la popolazione di Treviso (1346 - 1353), partiti dal convento di Santa Caterina di Treviso giunsero tra le colline di Colbertaldo per erigere il Santuario della Madonna delle Grazie. Non esiste una precisa cronaca circa l'effettiva elevazione del santuario e dove dimorassero il piccolo gruppo di confratelli, che forse trovarono accoglienza nelle vicinanze, per mantenere vivo il culto della Vergine delle Grazie. Resta oscuro infatti il motivo della scelta di questa località per rifugiarsi per scampare al pericolo del contagio, stabilirsi e fondare un convento. Forse, semplicemente, i frati erano capitati in un luogo dove già esisteva una cappella, una nicchia, con immagine dedicata alla Vergine, oggetto di devozione popolare, di cui non è noto l'autore.
I frati mantennero il culto dell'immagine, ampliando la struttura originaria, che graziati dalla furia delle peste nera, fecero accorrere gli abitanti del luogo che considerarono taumaturgica l'immagine della Vergine in un luogo prodigioso. Tale immagine ancora oggi si presenta in buono stato di conservazione ed è sempre stata molto venerata dalla popolazione locale. I frati sono rimasti e il culto dell'immagine ha favorito le donazioni testamentarie e l'aiuto per la costruzione della chiesa e del convento.
Solo a partire dal 1488 fu possibile proseguire la costruzione della chiesa appena fondata grazie al testamento di Francesca dalla Cortina di Bigolino, con 10 carri di pietra. Successivamente, altri testamenti permisero il completamento dell'edificio.
Più tardi, nel 1520 - 1530, fu completato il convento per ospitare i frati, fino ad allora ospiti nella località di Fornace. Le donazioni continuarono e nel corso del Cinquecento la chiesa fu arricchita di nuovi altari.
Nel 1624 viene redatto l'inventario che descrive il pieno funzionamento del convento: la chiesa ha tre altari e suppellettili necessarie e molti ex-voto. La chiesa vide numerosi restauri, l'ultimo dopo la prima guerra mondiale.
La spiritualità del luogo attira numerosi visitatori e fedeli durante la stagione estiva, quando la chiesa viene aperta al pubblico.
Il santuario è utilizzato dalla Parrocchia per svolgervi celebrazioni e altre attività spirituali, specialmente nel periodo estivo. L'annesso convento è stato in parte restaurato e ospita varie manifestazioni del paese, in particolare i Festeggiamenti della Madonna delle Grazie (inizio luglio) il Pan e Vin (5 gennaio) e la Mostra del Vino prosecco (aprile-maggio).